# Crossfaith
크로스페이스(영어: Crossfaith)는 일본, 오사카의 트랜스코어, 일렉트로닉코어, 인더스트리얼메탈 밴드이다.

## 개요
크로스페이스는 2006년 오사카에서 결성된 일렉트로닉코어 밴드이다.
2008년, 밴드는 첫번째 데모인 "Blueprint of Reconstruction"을 발매하였다.
2009년, 밴드는 제스톤 레코드를 통하여 첫 앨범인 "The Artificial Theory for the Dramatic Beauty"를 발매하였다.
2011년, 밴드는 트래직 히로 레코드를 통하여 두번째 앨범인 "The Dream, The Space"를 발표하였다.

## 구성원
- 코이에 켄타 - 보컬, (2006 - 현재)
- 타케무라 카즈키 - 기타, (2006 - 현재)
- 아마노 타츠야 - 드럼, (2006 - 현재)
- 타마노 테루후미 - 키보드,프로그래밍,서브보컬 (2006 - 현재)
- 이케가와 히로키 - 베이스, (2008 - 현재)

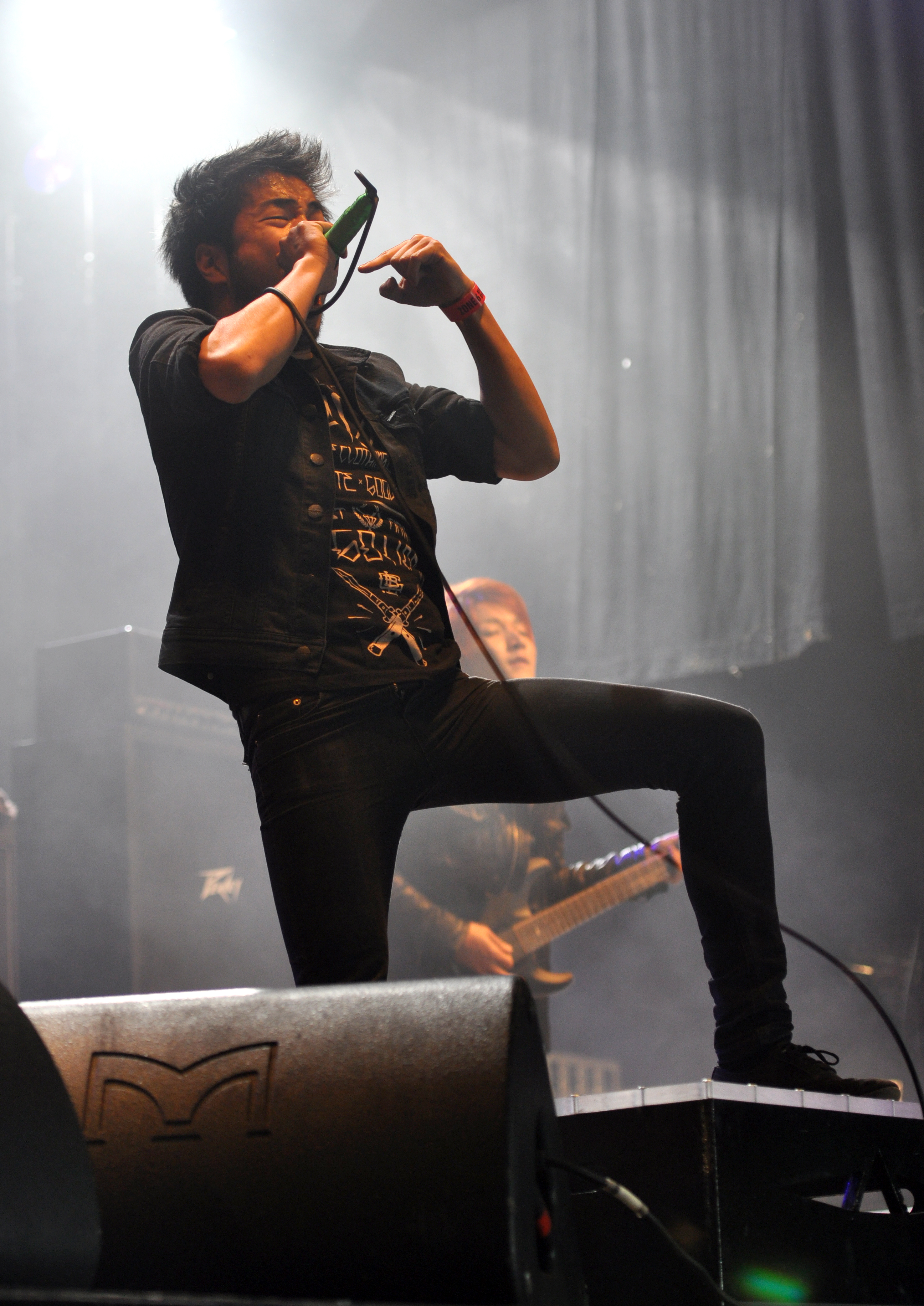
코이에 켄타
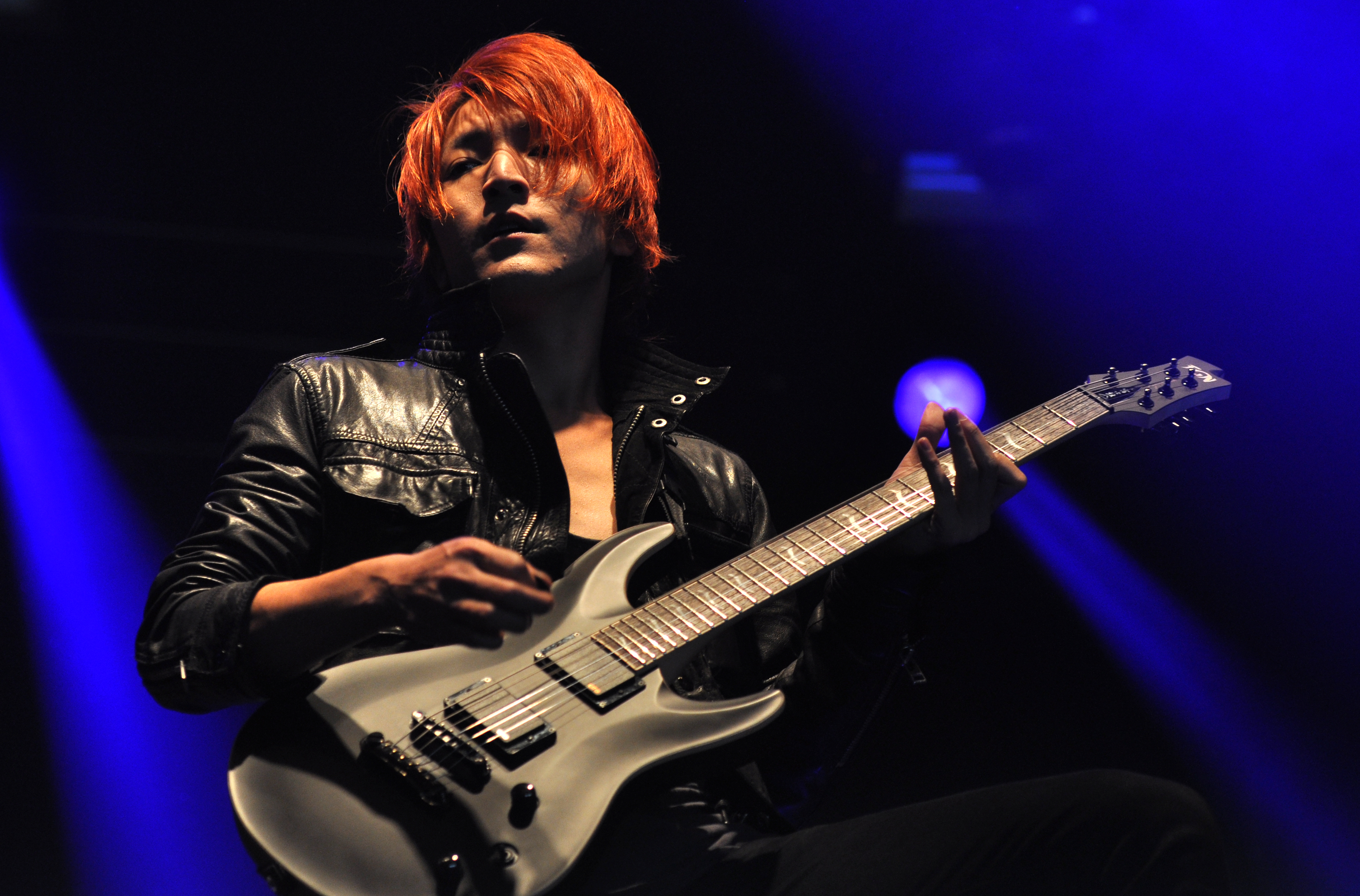
카즈키 타케무라
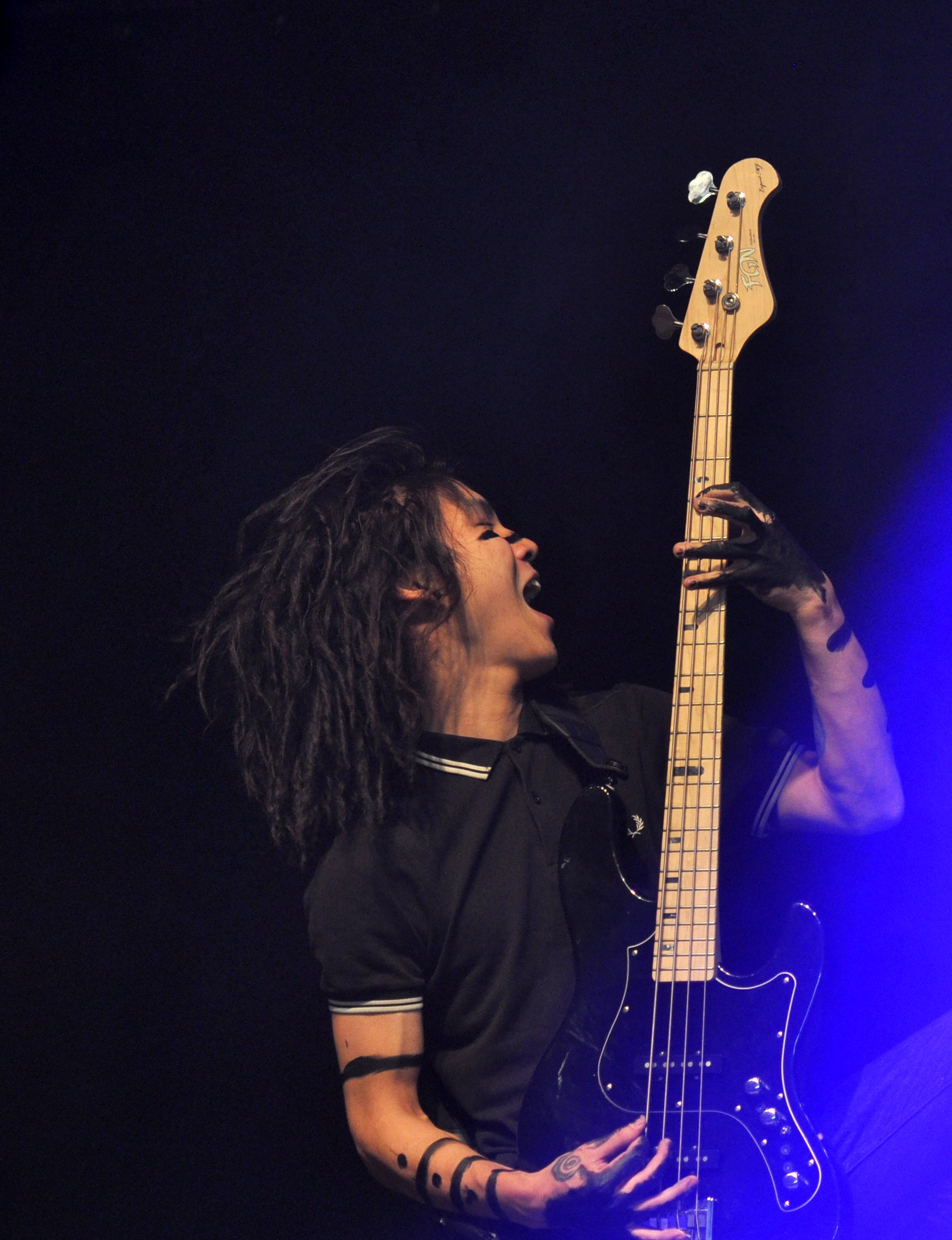
이케가와 히로키
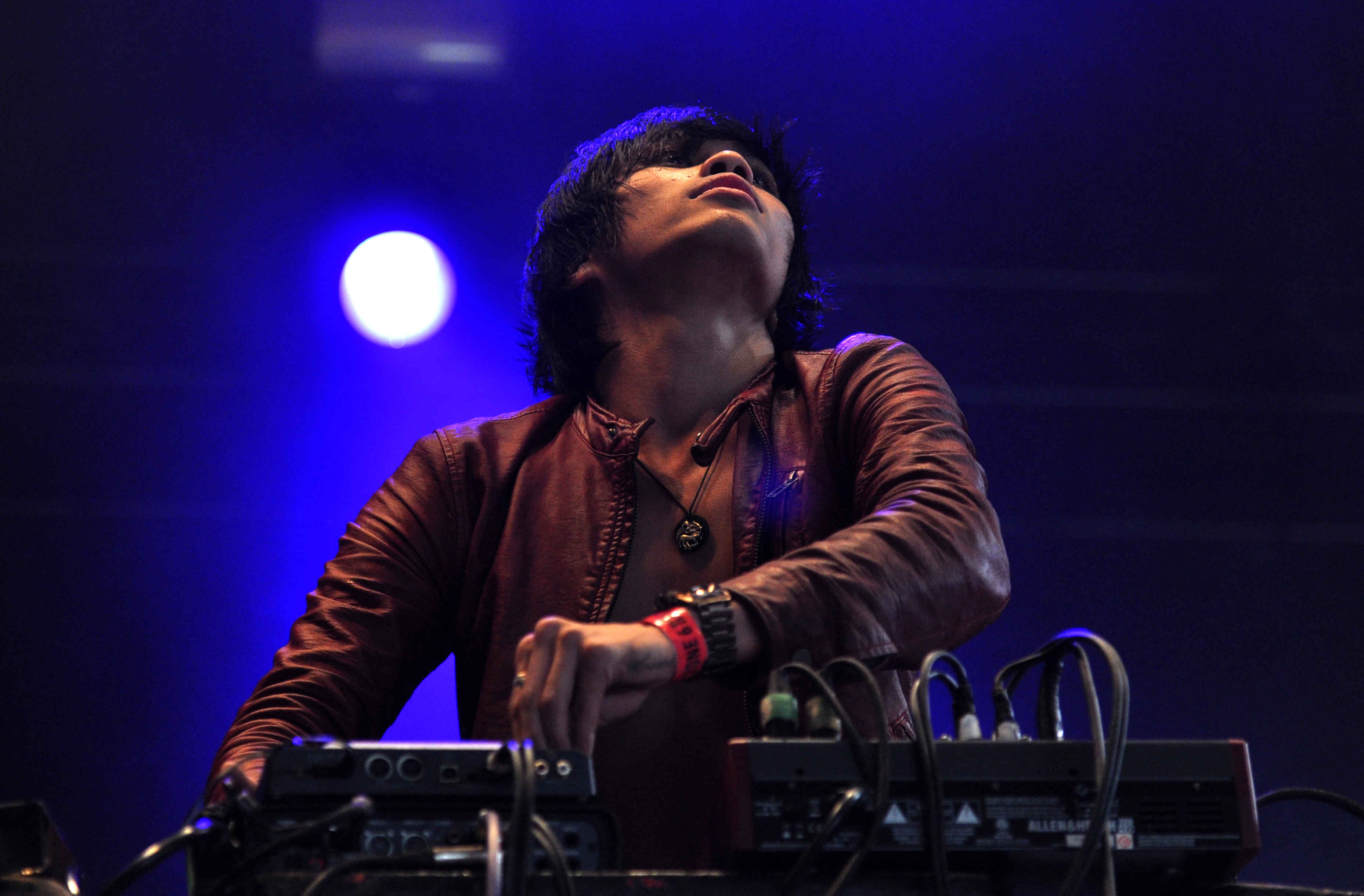
타마노 테루후미
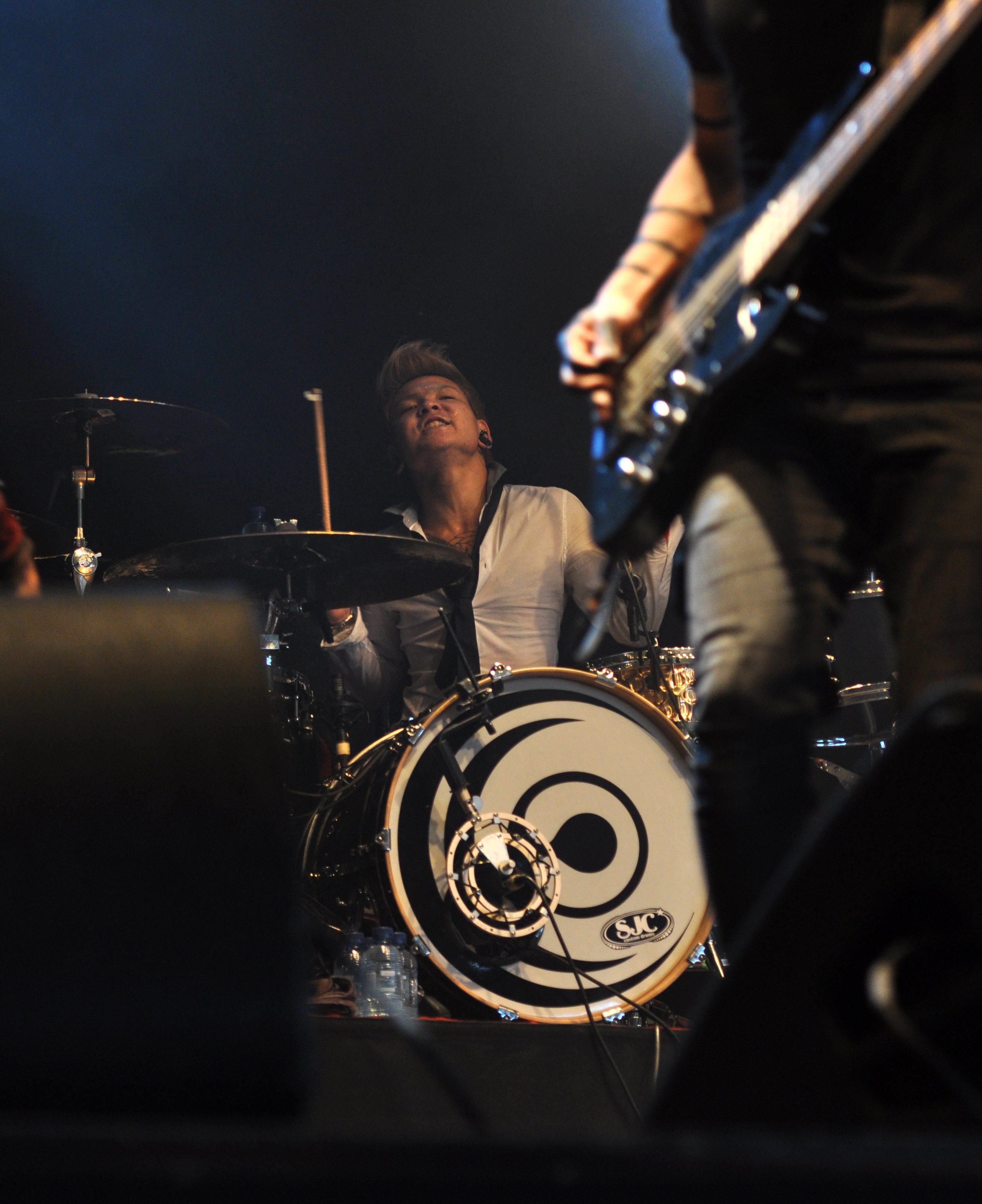
아마노 타츠야

## 음반
- The Artificial Theory for the Dramatic Beauty (2009년)
- The Dream, The Space (2011년)
- Apocalyze (2013년)
- Xeno (2015년)
- EX_MACHINA (2018년)